# Dylan Armstrong
Dylan Armstrong (* 15. ledna 1981, Kamloops, Britská Kolumbie) je kanadský koulař, dvojnásobný vítěz Panamerických her a vítěz Her Commonwealthu, od roku 2015 je v jeho držení bronzová olympijská medaile ve vrhu koulí z roku 2008, kterou získal retroaktivně po doživotní diskvalifikaci běloruského koulaře Andreje Michněviče. Je držitelem kanadského rekordu ve vrhu koulí.

## Sportovní kariéra
Armstrong začal v počátcích své sportovní dráhy jako kladivář. V roce 1999 vyhrál Panamerické juniorské hry v hodu kladivem a v roce 2000 získal na juniorském světovém šampionátu v Santiagu de Chile stříbrnou medaili. Na MS v Edmontonu 2001 se mu nedařilo a skončil v poli poražených. V dubnu 2003 na mítinku ve Walnutu v Kalifornii hodil kladivem 71.51 m, což bylo jeho maximum v této disciplíně. Od sezóny 2004 se specializoval na vrh koulí. V této disciplíně vytvořil na olympijských hrách 2008 v Pekingu kanadský rekord 21.04 m.

### Sportovní úspěchy Dylana Armstronga
Prvním velkým mezinárodním úspěchem bylo vítězství na Panamerických hrách v Rio de Janeiro 2007 (20.10 m). V témže roce obsadil na MS v Ósace 8. místo. V olympijském roce sice na halovém MS ve Valencii obsadil až 14. místo a neprobojoval se do finále, všechno si ale vynahradil o dva roky později v Dauhá, když na halovém šampionátu sice nepříjemné 4. místo, ale po vymazání stříbrného výkonu Andreje Michněviče se posunul na bronzovou příčku v kanadském rekordu 21.39 m a v témže roce vyhrál i Hry Commonwealthu v indickém Dillí (21.02 m). O rok později získal stříbrnou medaili na MS v Tegu (21.64 m), když ho Němec David Storl přehodil až posledním pokusem. Ve stejném roce si zopakoval své vítězství z Panamerických her, konaných tentokrát v mexické Guadalajaře (1.30 m). V roce 2012 na olympiádě v Londýně obsadil Armstrong 5. místo a se světovým kolbištěm se rozloučil bronzovým umístěním na MS v Moskvě 2013 (21.34 m).

### Dodatečná medaile z olympijských her v Pekingu 2008
Jednoznačnými favority na medaile v kouli na olympiádě v Pekingu byli Američané, jenže Adam Nelson neměl ve finále žádný platný pokus a o medaili z nich nakonec bojoval jenom Christian Cantwell. Na čele se vystřídali Polák Tomasz Majewski a Bělorus Andrej Michněvič, nakonec se však Majewski do čela hodem 21.51 m vrátil a Cantwell zachránil alespoň stříbrnou medaili. Michněvič získal bronzovou medaili, Armstrong byl čtvrtý, ale to platilo jen do roku 2013, kdy Michněvič o většinu svých medailí přišel. Bronzovou medaili z HMS 2010 dostal Armstrong před světovým šampionátem v Moskvě. V té době ještě Mezinárodní asociace atletických federací a Mezinárodní olympijský výbor nerozhodly o udělení bronzové medaile z LOH 2008, kterou musel odevzdal Michněvič po pozitivním testu a doživotní diskvalifikaci. Kanaďané i sám Armstrong o tuto medaili tvrdě bojovali. Nakonec ji obdržel na slavnostním ceremoniálu ve svém rodném městě Kamloops 15.2.2015, na němž se zúčastnilo 700 lidí.

## Osobní život
Armstrong žije ve svém rodném Kamploopsu v Britské Kolumbii. Jeho osobním trenérem ve zdejším atletickém středisku byl Anatolij Bondarčuk. V roce 2015 se oženil po tříleté známosti s ruskou koulařkou Jevgenií Kolodkovou. V roce 2017 ukončil sportovní kariéru a začal trénovat amatérské atlety.